# Contea di Howard (Nebraska)
La contea di Howard (in inglese Howard County) è una contea dello Stato del Nebraska, negli Stati Uniti. La popolazione al censimento del 2000 era di 6 567 abitanti. Il capoluogo di contea è Saint Paul.